# Bruno Castanheira
Bruno Miguel Castanheira Gomes (Seixal, Aldeia de Paio Pires, 4 de fevereiro de 1977 - Torres Vedras, 14 de setembro de 2014) foi um ciclista profissional português.

## Biografia
Começou nos escalões jovens do ciclismo através da equipa do Paio Pires Futebol Clube. 
No ano de 1992, no escalão de Cadete de 1.º ano, através dos bons resultados obtidos e sob a orientação do treinador José Rosa foi chamado à Seleção Nacional.
Profissional desde 1998, o seu principal feito foi sagrar-se Campeão Nacional de estrada em 2004. A sua principal característica era trabalhar em favor do líder da sua equipa.
Em 2006 correu pela equipa Maia-Milaneza, tendo concluído a edição de 2006 da Volta a Portugal em 46.º. 
Em Agosto de 2006, foi anunciada a contratação por parte da equipa de Ciclismo do Sport Lisboa e Benfica de Castanheira. Esta equipa terá como chefe-de-fila o português José Azevedo.
Bruno Castanheira morreu em 14 de Setembro de 2014, na sua casa em Casalinhos de Alfaiata, concelho de Torres Vedras, vítima de doença súbita.

## Clubes
- 1990-1993 :  Paio Pires Futebol Clube
- 1999-2003 :  LA - Pecol
- 2004-2006 :  Milaneza Maia / Maia Milaneza
- 2007-2007 :  Benfica

## Palmarés
- 2.º Clássica de Guimarães 2005
- 1.º Campeonato Nacional de Estrada 2004
- 18.º Geral na Volta ao Algarve 2004
- 28.º Geral na Volta a Valência 2004